# گلگلونیک
گلگلونیک (به ترکی استانبولی: Gölgelikonak) یک منطقهٔ مسکونی در ترکیه است که در اروخ واقع شده‌است. گلگلونیک ۵۷ نفر جمعیت دارد.